# Pelobates
Pelobates es un género de anfibios anuros con distribución paleártica (Europa, Asia occidental y noroeste de África). Es el único género vivo dentro de la familia Pelobatidae, estando conformado por cuatro especies. Al igual que las especies del grupo Scaphiopodidae, presentan espolones compuestos de queratina en las patas traseras, los cuales les ayudan a enterrarse en la tierra.

## Especies
Según ASW:
- Pelobates cultripes (Cuvier, 1829)
- Pelobates fuscus (Laurenti, 1768)
- Pelobates syriacus Boettger, 1889
- Pelobates varaldii Pasteur & Bons, 1959

Sinonimia del género Pelobates:
- Cultripes Müller, 1832
- Didocus Cope, 1866
- Pseudopelobates Pasteur, 1958[1]